# H'its Huge '84
H'its Huge '84 fue un álbum de colección de sencillos exitosos lanzado en Australia en 1984 para la discográfica CBS (N.º de catálogo HUGE 001), conformado por varios artistas. El álbum se mantuvo por 5 semanas en las listas de álbumes australianas en 1984. 
El 17 de agosto de 2018, Brent James hizo una nueva compilación utilizando un diseño similar y rindiendo homenaje a H'its Huge '84, pero llamando al conjunto "3 CD H'its Huge - Rare and Recycled". Incluye una colección de temas difíciles de conseguir en CD de los años 80.

## Lista de sencillos
1. "Wake Me Up Before You Go-Go" - Wham!
2. "Miss Me Blind" - Culture Club
3. "Sad Songs (Say So Much)" - Elton John
4. "What Is Love" - Howard Jones
5. "I Send a Message" - INXS
6. "Breakin'... There's No Stopping Us" - Ollie &amp; Jerry
7. "Breakdance" - Irene Cara
8. "Holiday" - Madonna
9. "No More Words" - Berlin

Cara 2:
1. "Big Girls" - Electric Pandas
2. "Taking the Town" - Icehouse
3. "Cry" - Dragon
4. "Wouldn't It Be Good" - Nik Kershaw
5. "Oh Sherrie" - Steve Perry
6. "Heaven (Must Be There)" - Eurogliders
7. "Dance Hall Days" - Wang Chung
8. "I've Been to Bali Too" - Redgum
9. "Time After Time" - Cyndi Lauper

## Listas
| Lista de 1984                 | Mejor Posición |
| ----------------------------- | -------------- |
| Australia (Kent Music Report) | 1              |